# 鳳凰城
鳳凰城，又译凤凰城，是美国亚利桑那州的首府和州內最大的城市，位於常年乾涸的盐河兩岸。鳳凰城於1881年2月25日併入亞利桑那州，当时凤凰城在纳瓦霍语中被称为「Hoozdo」，意為炎熱之地；在西阿帕契语中則被稱為「Fiinigis」。當地人口超过160万，為美国第十大都会区，也是美国最大的州府。1990年至2000年间，凤凰城都會區面積增长34%，为全美城市增长速度第八名。根据2016年GaWC的世界级城市名册排名，鳳凰城在全球都市區中位列Gamma级别。
州内最大的機場菲尼克斯天港国际机场位于市中心的南部地带，該機場名列美国第八与全球第二十六位繁忙机场，是全美國航空、西南航空的枢杻机场，也是美国西南地区重要的航空枢纽之一。

## 历史

### 美洲原住民时期
在公元700年前后，印第安人的霍霍坎文明就在今天凤凰城所在的地区发展，他们大约开凿135英里（217公里）长的灌溉渠，使这里变为耕地。其中部分灌溉渠的位置与今天亚利桑那中央运河（Central Arizona Project Canal）及Hayden-Rhodes引水渠相同。
据信在公元1300年到公元1450年间，干旱和凶猛的洪水导致霍霍坎文明的消失 。亦有观点认为他们消亡与现在生活在盐河和基拉河附近的阿基梅爾奧哈姆人（皮馬人）及亚利桑那州南部的托赫諾奧哈姆人的入侵有关。
尽管西班牙和墨西哥探险家早已知道现今凤凰城所在地的部分情况，但他们的影响力仅限于亚利桑那南部。盐河河谷地带在那时仍然保持原貌。被认为是霍霍坎后裔的本地阿基梅爾奧哈姆人长期居住在基拉河沿岸，与托赫諾奧哈姆人和馬里科帕人相毗邻。

### 建城之前
1867年，威肯勃格的傑克·斯威林路经此处，在白槽山下休息时发现此地非常适合耕种。除了降水量较小及没有灌溉设施外，地形和气候都十分理想。在先前霍霍坎文化遗迹的基础上，斯威林新建的一系列灌溉渠有效地解决了灌溉问题。因而一个新的聚居地逐渐形成。達雷爾·杜帕勳爵是早期定居者之一，他将此地命名为凤凰城（Phoenix），意喻在废墟上重生的城市。
当时管辖凤凰城地区的亚瓦派县于1868年5月4日将该地区正式命名为凤凰城并设置一个选区。凤凰城的第一个邮局在1868年6月15日正式开始运营，傑克·斯威林成为第一任邮监。随着城市规模的不断扩大，设置公所被提上议事日程。在1870年10月20日，居民会议决定买下一块320英亩（1.3平方公里）的土地建设公所，即现在的市中心商业区所在地。1871年2月12日，凤凰城地区从亚瓦派县中分离，设置亚利桑那州第六个地方议会，即马里科帕县。同年，该县举行第一次选举，湯姆·巴納姆（Tom Barnum）被选为县长。巴納姆的两个竞争对手在选举過程中決鬥，其中一人丧生，另一也因而被迫退出选举。
1870年，大量土地被以平均48美元的价格出售。1871年，第一座教堂和商店分别开始运行。1872年9月5日，公立学校在公所的法庭内第一次开课。1873年，一所很小的学校在中央街（现在的中央大道）建成。同年11月19日，弗洛倫斯土地管理局对凤凰城进行土地登记；1872年2月15日，普雷斯科特土地管理局签发第一份正式公告。1874年4月10日，尤里西斯·格兰特总统签署现在凤凰城所在地区的公地持有证。整个凤凰城公所的价值为550美元，而市中心的价格为每片7到11美元。不久之后，一家电报局，十六家美容院，四家舞厅及两家银行分别开业。

### 建城之后

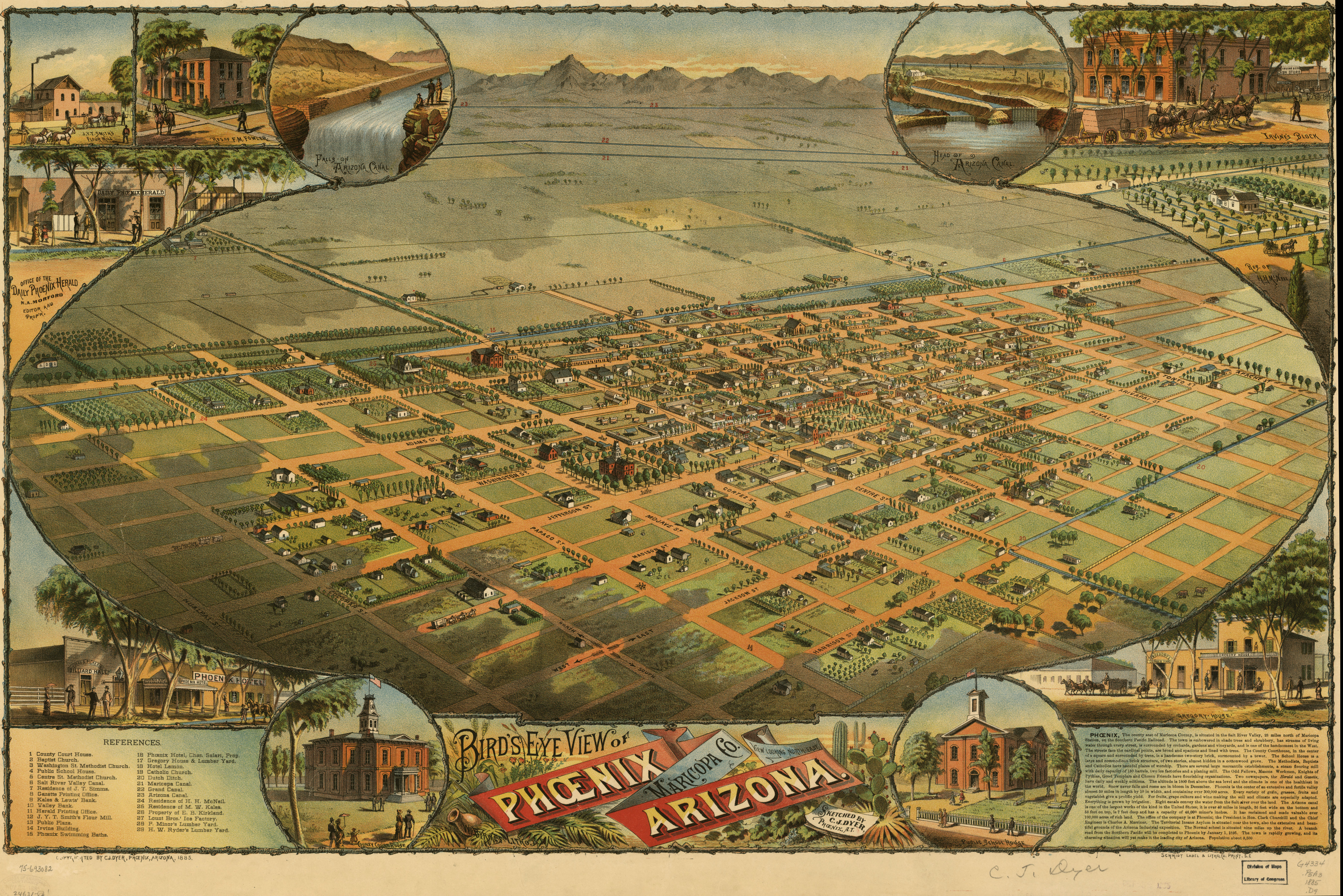
Aerial lithograph，1885年

1881年时，凤凰城已经形成最初的公所制政府，第11次地方议会通过《凤凰城宪章》法案，决定成立一个市长-议会制政府。1881年2月25日，作为地方长官的約翰·C·弗里蒙特签署这一法案。其时凤凰城人口大约为2,500人，1881年3月3日，凤凰城第一次举行选举。約翰·T·奧爾薩普以127票对107票击败對手当选第一任市长。1888年初，市政府迁入位于现在市中心公交枢纽位置的新市政厅。这里也是亚利桑那地方政府1889年从普雷斯科特迁来凤凰城之后的临时办公场所。
1880年代，铁路的建设成为凤凰城经济起飞的第一个契机。从此货物大量地通过铁路进入凤凰城，凤凰城也成为通达东西的商品集散地。1888年11月4日，凤凰城商会成立。1893年，凤凰城設立有轨电车系统，取代先前的马车线路。

### 20世纪
1902年，西奥多·罗斯福总统签署《紐蘭茲開墾法案》，允许在西部的河流上以垦殖为目的建设水坝。凤凰城居民受益于该法案，于1903年2月7日成立盐河河水利用公会来管理水资源并发电。该机构目前仍然存在并成为盐河开发项目的一部分。1912年2月14日，在威廉·霍华德·塔夫脱总统当政时期，亚利桑那正式加入美国，凤凰城成为亚利桑那州的首府。
1913年，凤凰城的政体由市长-议会制改为议会-经理制，成为美国最早一批改革政体的城市之一。在第二次世界大战中，凤凰城依靠军工产业，从一个後勤中心迅速转型为一个新兴的工业城市。路克空軍基地、威廉斯空军基地、獵鷹場空軍基地及海德训练基地为凤凰城带来许多新增人口。
1947年的一场大火几乎烧毁全部有轨电车，凤凰城因此面对一个是否应当重建电车系统或采用公共汽车的两难选择。最后凤凰城决定发展公共汽车系统，直至私人轿车成为城市交通的主要形式。
1950年代，超过100,000人居住在凤凰城，另有数千人居住在城市周边的社区。其时凤凰城大约有148英里（238公里）的建成道路及163英里（262公里）的土路。凤凰城西部和北部及周边地区的人口在20世纪末叶和21世纪初迅速增长。

## 地理

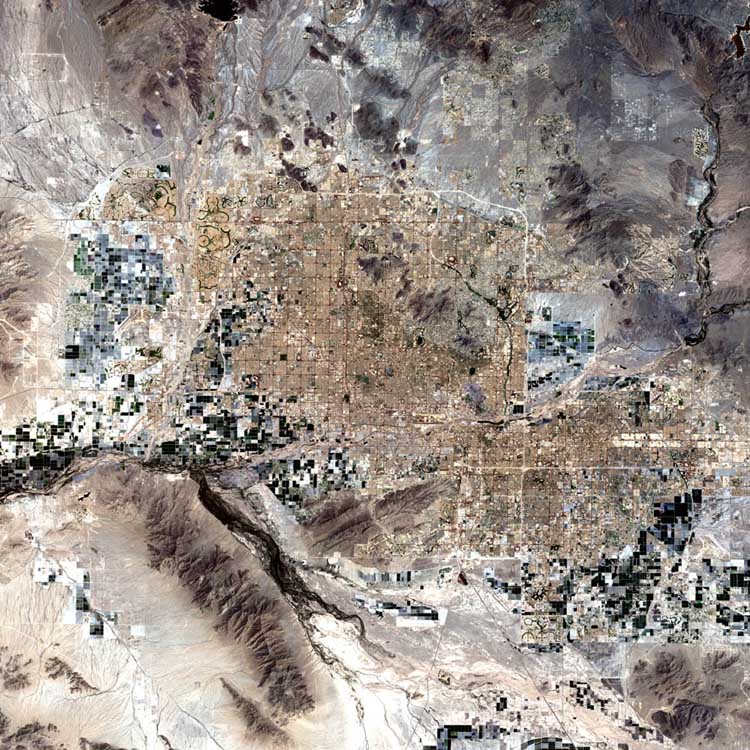
Landsat 7号卫星
2002年拍摄的
大凤凰城地区

凤凰城位于北纬33°31'42"，西经112°4'35"(33.528370°, -112.076300°)。凤凰城位于亚利桑那州中部，其所在地亦被称为盐河河谷或太阳山谷。凤凰城平均海拔1,117英尺（340米），南接索諾蘭沙漠。
盐河自东向西横穿凤凰城，除非上游的水坝开闸放水，盐河一般几近干枯。坦佩市修建了两座橡胶坝，因而凤凰城中有了一个常年蓄水的人工湖，一般被称为坦佩湖。在上游水坝放水时，橡胶坝可以完全放气从而达到泄洪的目的。
凤凰城北部被麥克道爾山所包围，西部横亘着白槽山，东部较远处有迷信山，南部有席耶拉艾斯特拉山。城内有凤凰山和南山。截至2005年，大凤凰城地区的西部和北部边界已经超过上述范围，而南部则已经与皮纳尔县相接。根据美国人口调查局的数据，凤凰城目前面积为475.1平方英里（1,230.5平方公里），其中包括474.9平方英里（1,229.9平方公里）的陆地和0.2平方英里（0.6平方公里）的水域，即0.05%的面积为水面。
凤凰城都会统计区（MSA）的官方名称为凤凰城-梅薩-錢德勒统计区，是亞利桑那州十個MSA之一，也是全美国第十一大，2018年人口普查数据为4,857,962，而2010年則為4,192,887。該統計區包括马里科帕县和皮纳尔县，擁有亞利桑那州65.5%的人口。區內的其他城市包括梅薩、斯科茨代爾、格蘭岱爾、坦佩、錢德勒、吉尔伯特及皮奧里亞。亦包括其他小的社区，如洞溪、女王溪、巴克艾、固特異，喷泉山、利奇菲尔德公园、聖歌、森湖、森城、西森城、埃文代尔、瑟普赖斯、埃尔默拉日及托利森。阿瓦圖基社区也是凤凰城的一部分，但与凤凰城其他部分被南山几乎完全分开。
与亚利桑那州其他大部分地区相同，凤凰城没有夏令时。1973年，州長傑克·威廉斯向美国国会提出，因为晚上使用冰箱的频率要高于标准时间的凌晨，所以夜间能耗会增加。他同时提出，如果采用夏令时，清晨将要使用更多的照明设备，并且儿童在天亮之前上学也并不安全。亚利桑那州唯一使用夏令时的地区为北部的納瓦荷國，因为使用夏令时可以使其与同族在其他州的部落同步。

### 气候

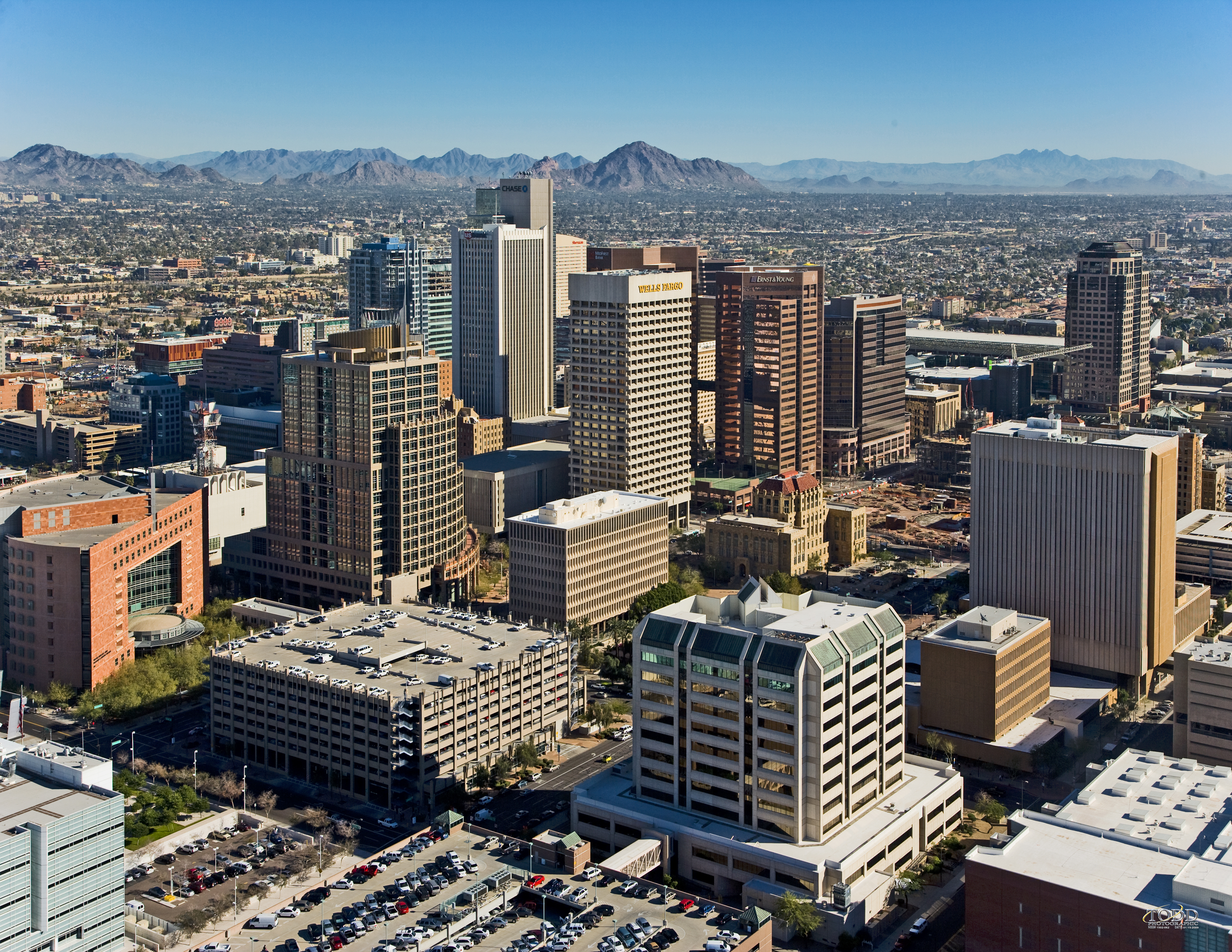
東北方向的鳳凰城市景

凤凰城屬於熱沙漠氣候（柯本氣候分類：BWh），年平均温度居全美主要城市之首。就世界范围而言，也只有波斯湾附近的一些城市，如沙特阿拉伯的利雅德和伊拉克的巴格达年均温度超过凤凰城。根据1991年至2020年数据，凤凰城平均每年有111天的温度超过37.8 °C（100 °F），从六月到九月几乎全部时间都在此列。1990年6月26日，凤凰城的温度达到了50 °C（122 °F），这是有气象记录以来最热的一天。夏季夜间最低气温经常超过26.7 °C（80 °F），七月的夜间平均最低气温为29.2 °C（84.5 °F）。历史上最高的最低温度为36 °C（96 °F），出现在2003年7月15日。2023年7月18日，菲尼克斯市已连续19天超过43.3℃的高温，打破了1974年創下的连续高温纪录。
干燥的沙漠空气使初夏的气候尚可接受，但七月前后季风带来的水汽将大大增加空气中的湿度从而使人感到闷热。大部分情况下，凤凰城的冬天比较暖和。
凤凰城平均有85%的时间可以接受日照但降雨偏少，凤凰城天港国际机场年平均总降水量为183（7.22英寸）。八月降水量最大，约为24（0.93英寸）；五月最小，约为0.51（0.02英寸）。尽管全年都可能出现雷雨，但大多随着加利福尼亚湾吹来的潮湿空气，出现在七月到九月中旬。雷雨可能伴随有冰雹，甚至在极罕见的情况下伴随着龙卷风。冬天风暴从太平洋向内陆移动时可能造成暴雨，但并不常见。冬天经常有雾。
一般来说，凤凰城平均每年只有5天气温会降至摄氏0度以下。长期统计数据表明，初霜一般出现在12月15日，末霜出现在2月1日。但这些数据可能并不能完全概括整个都会的情况，气候随着不同的地形和海拔有很大变化。一般来说，城市边缘可以看到霜但是机场附近则很难见到冬霜。历史上最早的初霜出现在1956年11月4日，最晚的末霜出现在1897年3月31日。历史上凤凰城的最低温度出现在1913年1月7日，为−9 °C（16 °F）。
凤凰城地区极少能见到雪。第一次有记录的降雪出现在1896年，此后超过0.1英寸（0.25厘米）的降雪仅出现过幾次。最大的降雪出现在1937年1月20日到1月21日，降雪量达到了1到4英寸（2到10厘米），此次降雪直到四天后才完全融化。此外，1933年1月20日曾出现1英寸（2.5厘米）的降雪；1939年2月2日曾出现0.5英寸（1厘米）的降雪。最近一次比较大的降雪出现在1990年12月20日至12月21日，降雪量为0.4英寸（1厘米）。此外的降雪出现在1917年3月12日、1919年11月28日和1985年12月11日。在2007年1月27日，凤凰城大部分地区都出现了降雪，降雪范围包括Mesa及坦佩等，此次降雪导致了气温骤降华氏20度。
| 亞利桑那鳳凰城天港國際機場（1991–2020年正常值，1895年至今极端数据）                                                                  | 亞利桑那鳳凰城天港國際機場（1991–2020年正常值，1895年至今极端数据） | 亞利桑那鳳凰城天港國際機場（1991–2020年正常值，1895年至今极端数据） | 亞利桑那鳳凰城天港國際機場（1991–2020年正常值，1895年至今极端数据） | 亞利桑那鳳凰城天港國際機場（1991–2020年正常值，1895年至今极端数据） | 亞利桑那鳳凰城天港國際機場（1991–2020年正常值，1895年至今极端数据） | 亞利桑那鳳凰城天港國際機場（1991–2020年正常值，1895年至今极端数据） | 亞利桑那鳳凰城天港國際機場（1991–2020年正常值，1895年至今极端数据） | 亞利桑那鳳凰城天港國際機場（1991–2020年正常值，1895年至今极端数据） | 亞利桑那鳳凰城天港國際機場（1991–2020年正常值，1895年至今极端数据） | 亞利桑那鳳凰城天港國際機場（1991–2020年正常值，1895年至今极端数据） | 亞利桑那鳳凰城天港國際機場（1991–2020年正常值，1895年至今极端数据） | 亞利桑那鳳凰城天港國際機場（1991–2020年正常值，1895年至今极端数据） | 亞利桑那鳳凰城天港國際機場（1991–2020年正常值，1895年至今极端数据） |
| 月份 | 1月                                                                 | 2月                                                                 | 3月                                                                 | 4月                                                                 | 5月                                                                 | 6月                                                                 | 7月                                                                 | 8月                                                                 | 9月                                                                 | 10月                                                                | 11月                                                                | 12月                                                                | 全年                                                                |
| --- | ------------------------------------------------------------------- | ------------------------------------------------------------------- | ------------------------------------------------------------------- | ------------------------------------------------------------------- | ------------------------------------------------------------------- | ------------------------------------------------------------------- | ------------------------------------------------------------------- | ------------------------------------------------------------------- | ------------------------------------------------------------------- | ------------------------------------------------------------------- | ------------------------------------------------------------------- | ------------------------------------------------------------------- | ------------------------------------------------------------------- |
| 历史最高温 °C（°F） | 31 (88)                                                             | 33 (92)                                                             | 38 (100)                                                            | 41 (105)                                                            | 46 (114)                                                            | 50 (122)                                                            | 49 (121)                                                            | 47 (117)                                                            | 47 (117)                                                            | 45 (113)                                                            | 37 (99)                                                             | 31 (87)                                                             | 50 (122)                                                            |
| 平均最高温 °C（°F） | 25.7 (78.2)                                                         | 27.8 (82.1)                                                         | 32.4 (90.4)                                                         | 37.2 (99.0)                                                         | 40.9 (105.7)                                                        | 44.8 (112.7)                                                        | 45.9 (114.6)                                                        | 45.1 (113.2)                                                        | 42.7 (108.9)                                                        | 38.2 (100.7)                                                        | 31.6 (88.9)                                                         | 25.4 (77.7)                                                         | 46.5 (115.7)                                                        |
| 平均高温 °C（°F） | 19.8 (67.6)                                                         | 21.6 (70.8)                                                         | 25.6 (78.1)                                                         | 29.7 (85.5)                                                         | 34.7 (94.5)                                                         | 40.1 (104.2)                                                        | 41.4 (106.5)                                                        | 40.6 (105.1)                                                        | 38.0 (100.4)                                                        | 31.8 (89.2)                                                         | 24.7 (76.5)                                                         | 19.0 (66.2)                                                         | 30.6 (87.1)                                                         |
| 平均低温 °C（°F） | 7.8 (46.0)                                                          | 9.4 (49.0)                                                          | 12.5 (54.5)                                                         | 16.0 (60.8)                                                         | 20.8 (69.5)                                                         | 25.9 (78.6)                                                         | 29.2 (84.5)                                                         | 28.7 (83.6)                                                         | 25.6 (78.1)                                                         | 18.7 (65.6)                                                         | 12.1 (53.7)                                                         | 7.4 (45.3)                                                          | 17.8 (64.1)                                                         |
| 平均最低温 °C（°F） | 2.2 (36.0)                                                          | 4.4 (40.0)                                                          | 6.9 (44.4)                                                          | 10.1 (50.1)                                                         | 14.7 (58.4)                                                         | 20.8 (69.4)                                                         | 23.6 (74.4)                                                         | 23.4 (74.2)                                                         | 20.2 (68.3)                                                         | 12.1 (53.8)                                                         | 5.6 (42.0)                                                          | 1.9 (35.4)                                                          | 1.0 (33.8)                                                          |
| 历史最低温 °C（°F） | −9 (16)                                                             | −4 (24)                                                             | −4 (25)                                                             | 2 (35)                                                              | 4 (39)                                                              | 9 (49)                                                              | 17 (63)                                                             | 14 (58)                                                             | 8 (47)                                                              | 1 (34)                                                              | −3 (27)                                                             | −6 (22)                                                             | −9 (16)                                                             |
| 平均降水量 mm（） | 22 (0.87)                                                           | 22 (0.87)                                                           | 21 (0.83)                                                           | 5.6 (0.22)                                                          | 3.3 (0.13)                                                          | 0.51 (0.02)                                                         | 23 (0.91)                                                           | 24 (0.93)                                                           | 14 (0.57)                                                           | 14 (0.56)                                                           | 14 (0.57)                                                           | 19 (0.74)                                                           | 183 (7.22)                                                          |
| 平均降水天数（≥ 0.01 in） | 3.8                                                                 | 4.1                                                                 | 3.1                                                                 | 1.5                                                                 | 1.0                                                                 | 0.5                                                                 | 3.9                                                                 | 4.6                                                                 | 2.5                                                                 | 2.2                                                                 | 2.2                                                                 | 4.0                                                                 | 33.4                                                                |
| 平均相對濕度（％） | 50                                                                  | 45                                                                  | 40                                                                  | 28                                                                  | 23                                                                  | 19                                                                  | 31                                                                  | 35                                                                  | 34                                                                  | 35                                                                  | 42                                                                  | 49                                                                  | 36                                                                  |
| 月均日照時數 | 256.0                                                               | 257.2                                                               | 318.4                                                               | 353.6                                                               | 401.0                                                               | 407.8                                                               | 378.5                                                               | 360.8                                                               | 328.6                                                               | 308.9                                                               | 256.0                                                               | 244.8                                                               | 3,871.6                                                             |
| 可照百分比 | 81                                                                  | 84                                                                  | 86                                                                  | 90                                                                  | 93                                                                  | 95                                                                  | 86                                                                  | 87                                                                  | 89                                                                  | 88                                                                  | 82                                                                  | 79                                                                  | 87                                                                  |
| 来源：NOAA（1981–2010年相对湿度；1961–1990年日照） 鳳凰城國際交換站，1895年8月–1953年9月在市中心，1953年10月起在鳳凰城天港國際機場。 |                                                                     |                                                                     |                                                                     |                                                                     |                                                                     |                                                                     |                                                                     |                                                                     |                                                                     |                                                                     |                                                                     |                                                                     |                                                                     |

### 市內分區
- 1940年的凤凰城旧照
- 日落时分的凤凰城
- 圣三一圣公会座堂
- 亞利桑那州立大學校景
- 俯拍角度的鳳凰城市區

凤凰城市政府為了方便城市規劃的關係而將整個城市分為15個城鎮村。。這些城鎮村包括：
- 阿瓦圖基山麓（英语：Ahwatukee, Phoenix）
- 阿罕布拉（英语：Alhambra, Phoenix）
- 駝背東（英语：Camelback East, Phoenix）
- 中央城（英语：Central City, Phoenix）
- 鹿谷（英语：Deer Valley, Phoenix）
- 漠景
- 恩坎多（英语：Encanto, Phoenix, Arizona）
- 埃斯特雷拉
- 拉文
- 瑪利谷（英语：Maryvale, Phoenix）
- 北門廊
- 北山
- 仙谷（與一樣位於鳳凰城都會區的仙谷鎮不同）
- 力拓維斯塔（英语：Rio Vista, Phoenix）
- 南山

凤凰城市民通常會將城市分為某些大區，其中包括：
- 市中心區（Downtown Phoenix）
- 西區（West Phoenix）
- 北區（又稱西北區，North/Northwest Phoenix）
- 南區（South Phoenix）

## 人口
| 调查年                          | 人口      | 备注   | %±     |
| ------------------------------- | --------- | ------ | ------ |
| 1870                            | 240       |        | —      |
| 1880                            | 1,708     |        | 611.7% |
| 1890                            | 3,152     |        | 84.5%  |
| 1900                            | 5,544     |        | 75.9%  |
| 1910                            | 11,314    |        | 104.1% |
| 1920                            | 29,053    |        | 156.8% |
| 1930                            | 48,118    |        | 65.6%  |
| 1940                            | 65,414    |        | 35.9%  |
| 1950                            | 106,818   |        | 63.3%  |
| 1960                            | 439,170   |        | 311.1% |
| 1970                            | 581,572   |        | 32.4%  |
| 1980                            | 789,704   |        | 35.8%  |
| 1990                            | 983,403   |        | 24.5%  |
| 2000                            | 1,321,045 |        | 34.3%  |
| 2010                            | 1,445,632 |        | 9.4%   |
| 2020                            | 1,608,139 |        | 11.2%  |
| 2022年估计                      | 1,644,409 | [ 30 ] | 2.3%   |
| U.S. Decennial Census 2010–2020 |           |        |        |

根据2000年的人口普查，凤凰城人口为1,321,045人，共有465,834间房屋及307,450个家庭。人口密度为每平方英里2,782人（每平方公里1,074人）。共有495,832个房屋单元，平均每平方英里1,044间（每平方公里403间）。
在465,834间房屋中，有35.7%为产权人与18岁以下的子女共同居住，有46.9%为已婚夫妇共同居住，有12.9%房屋为没有丈夫的女性所有，有34.0%为非家庭住宅。25.4%的房屋为多人居住，有6.3%的65岁或以上的老人单独居住。平均每间房屋的人口为2.79个，平均家庭规模为3.39人。
居民的年龄分布为：28.9%小于18岁，10.9%为18至24岁，33.2%为25至44岁，18.8%为45至64岁，并有8.1%为65岁或以上。平均年龄为31岁。男女比例为103.5比100，18岁以上的男女比例为102.7比100。
平均每户的年收入为41,207美元，平均每个家庭的年收入为46,467美元。男性平均年收入为32,820美元，女性平均年收入为27,466美元。人均收入为19,833美元。15.8%的人口和11.5%的家庭收入低于贫困线。18岁以下及65岁以上的人口中，分别有21%和10.3%生活在贫困线以下。
在2000年，凤凰城的种族结构为：71.07%的白人，5.10%的非裔美国人，2.02%的美国原住民，2.00%的亚裔，0.13%的太平洋岛国裔，16.4%为其他种族。其中有3.28%为两个或多个种族混血。34.06%为西班牙裔或拉美裔。
根据2000年数据，凤凰城都会区的信仰构成为：45%为天主教徒，13%为摩门教徒（特别集中在Mesa地区），5%为犹太教徒。其他37%为基督教（新教）教徒或没有宗教信仰。

## 经济

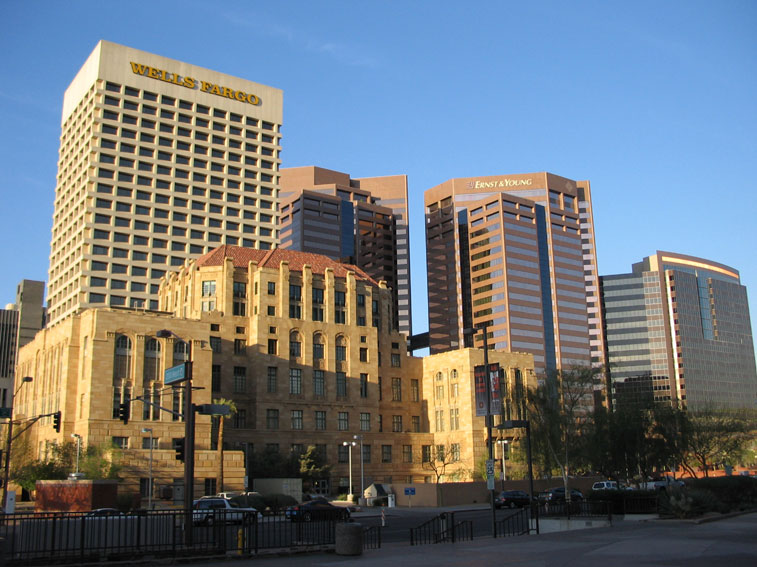
市中心的现代建筑

凤凰城的早期经济主要为农业，支柱产业为棉花和柑橘种植。在最近40年中，经济随着人口的快速增加迅速多样化。作为亚利桑那州的首府，许多居民是政府的雇员。亚利桑那州立大学也通过教育和科研吸引了许多居民。许多高新技术和通讯公司最近迁往凤凰城。由于冬天气候和暖，凤凰城从季节性旅游和观光获益颇多，同时也带动了高尔夫产业的发展。
在《财富》杂志评选的“财富1000强”企业中，有三所总部位于凤凰城，即Avnet电器公司、阿波罗集团（凤凰城大学由该公司运营）及菲爾普斯道奇矿业公司。霍尼韦尔在凤凰城有多家工厂生产军工级引擎，并设有公司网关。英特尔在凤凰城设有亚利桑那州最大的研发中心之一，约有11,000名雇员和3个芯片组装流水线FAB，包括价值30亿美元的300毫米、45纳米FAB 32。美国运通的结算中心、客服中心和全部网站都位于凤凰城。此外，坦佩也是名列“财富500强”的全美航空公司的总部所在地。另一家“财富500强”企业联合废品工业的总部位于斯科茨代爾附近，该公司是美国第二大固体废物无害处理企业。
美国军方在凤凰城西郊也有著名的路克空军基地。在1940年代，如前文所述，凤凰城曾经拥有三个军事基地。
2020年5月15日，全球最大半導體晶圓代工廠台灣積體電路製造公司發表在亞利桑那州鳳凰城設立晶圓廠的計畫。台積電在聲明文中表明這項計畫是在與美國聯邦政府及亞利桑那州的共同理解和其支持下決定設分廠。台積電亞利桑那州廠占地約445公頃，工程總投資金額約400億美元，為美國史上規模最大的外國直接投資案之一。2021年4月動工，2022年12月6日舉行首批機台設備到廠典禮，預定2024年開始生產晶圓。

## 艺术与文化

### 博物馆与名胜

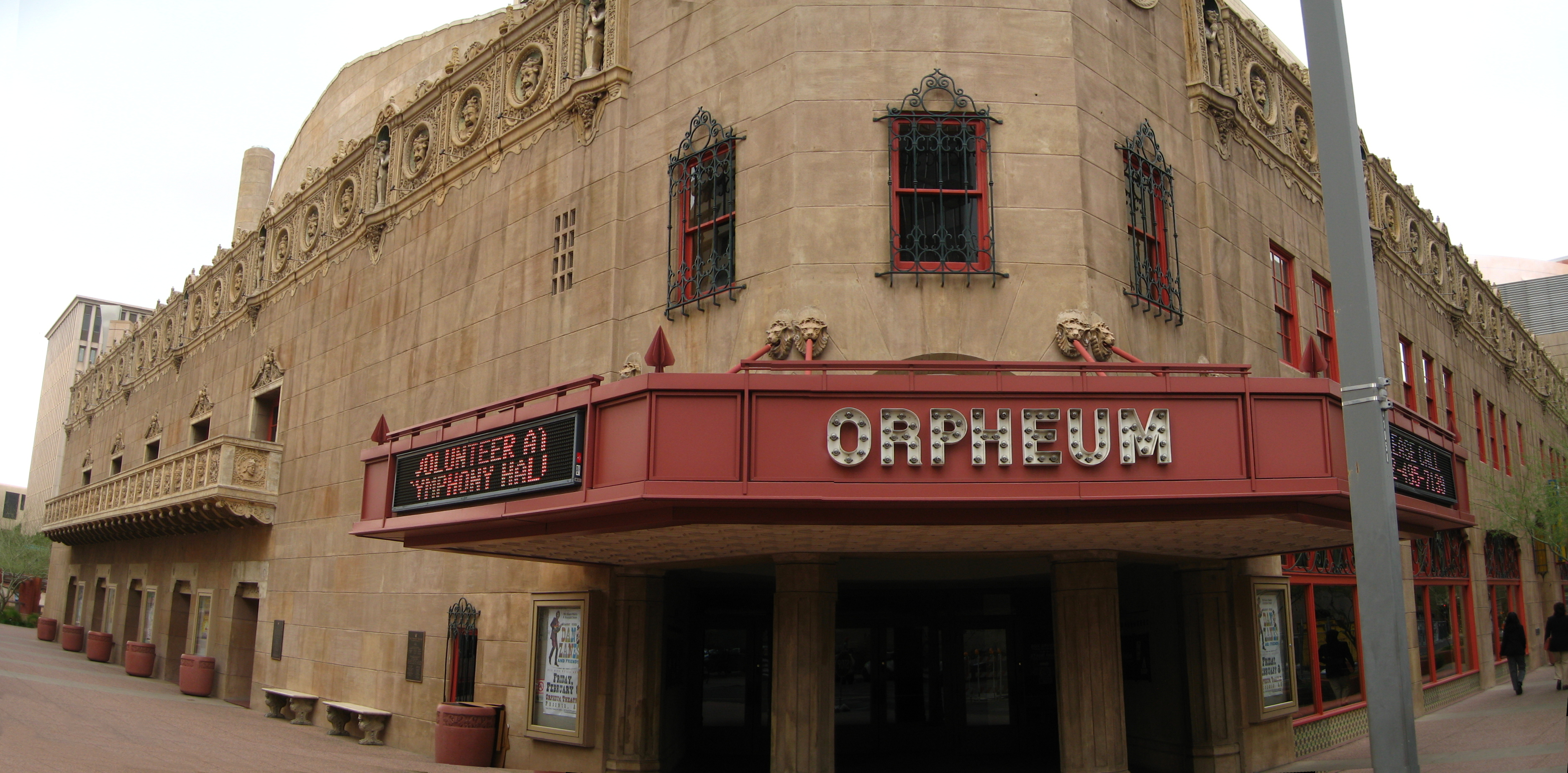
奧芬劇院

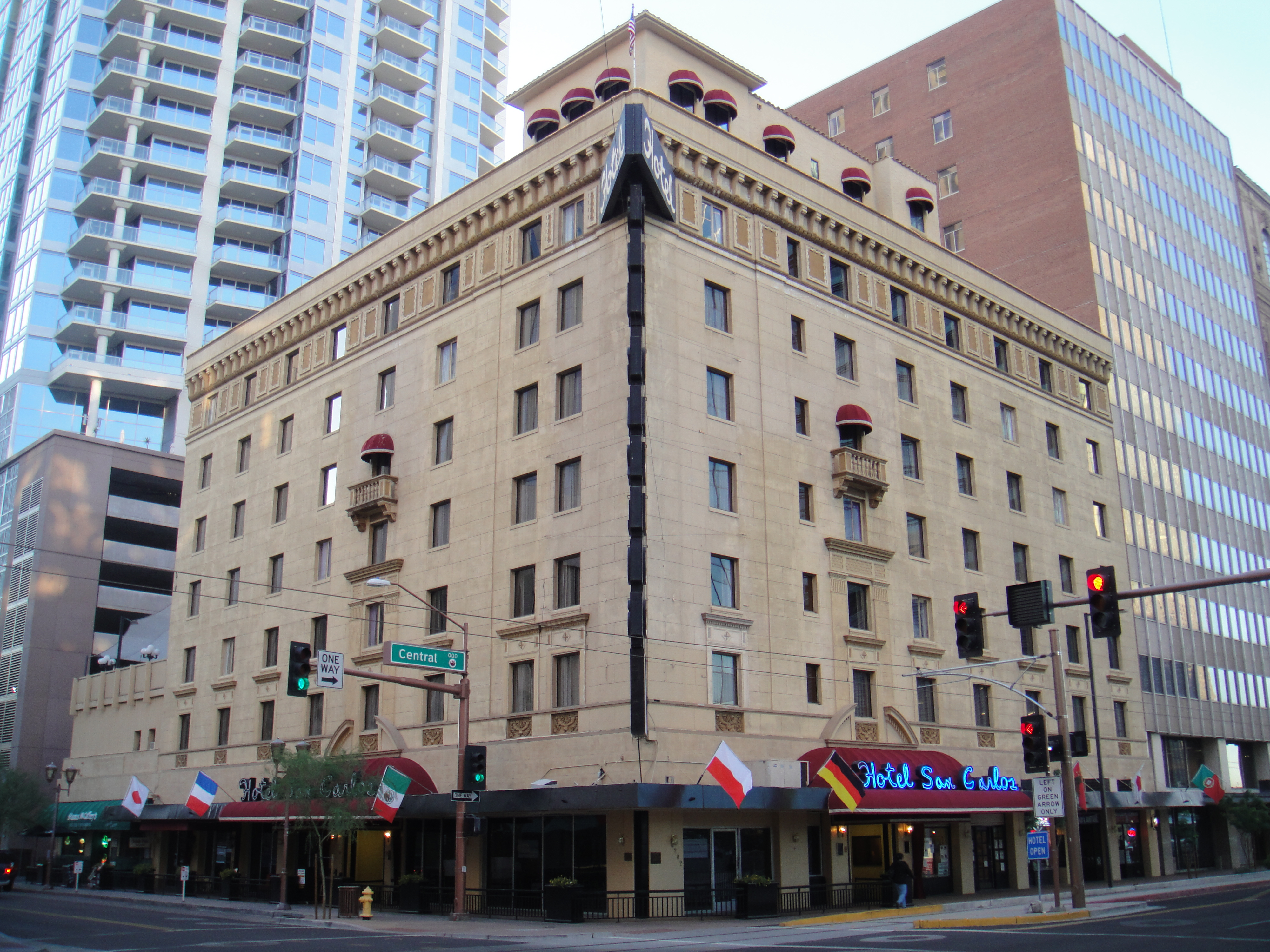
聖卡洛斯酒店

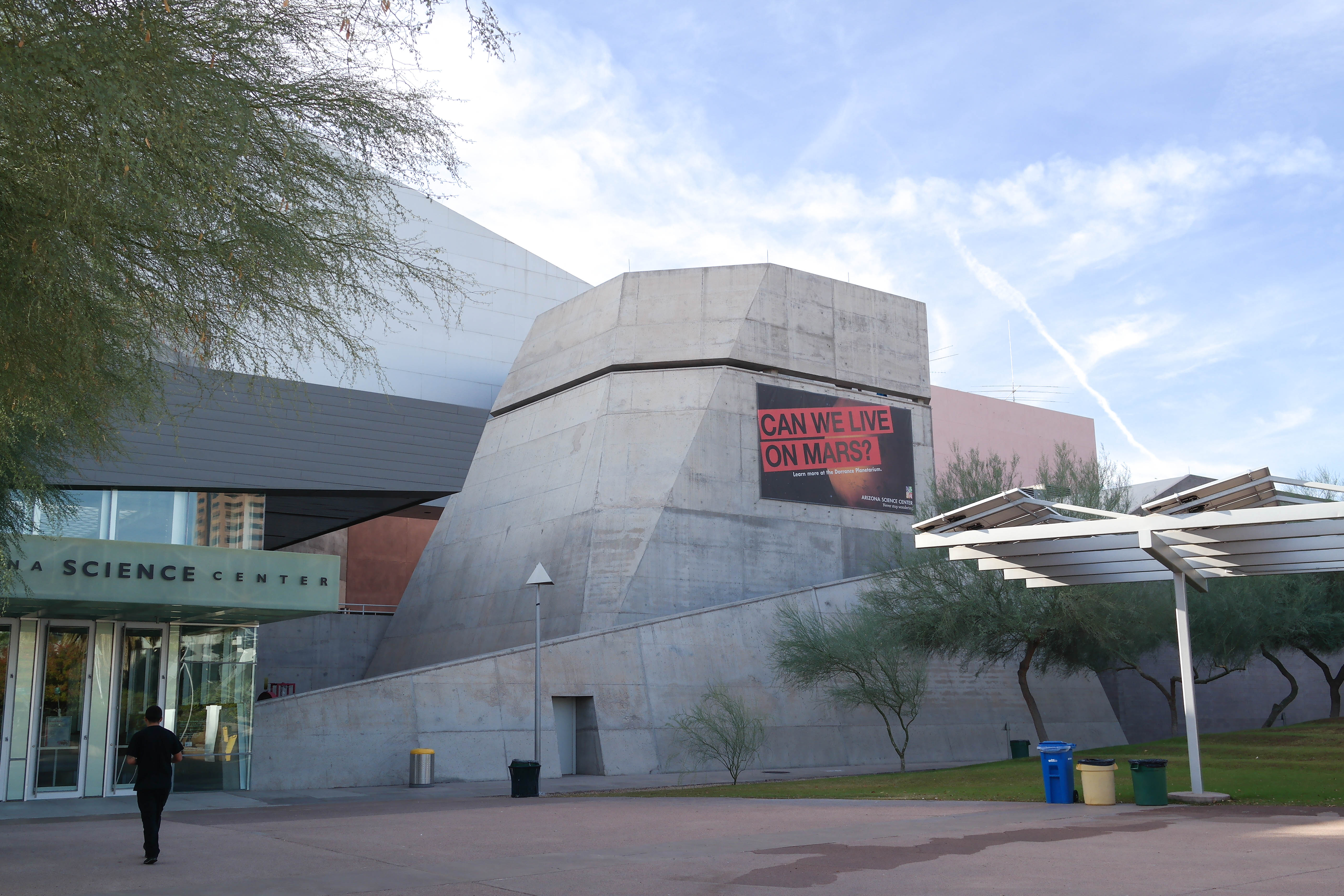
亚利桑那科学中心

- 亚利桑那比爾莫宾馆（Arizona Biltmore Hotel）
- 亚利桑那歷史會博物馆（Arizona Historical Society Museum）
- 亚利桑那歌剧院（Arizona Opera）
- 亚利桑那科学中心（Arizona Science Center）
- 伯頓·巴爾中央图书馆（Burton Barr Central Library）
- 大通塔（Chase Tower），亚利桑那州最高建筑
- 消防博物館（Hall of Flame）
- 足跡中心（Footprint Center）
- 赫德博物馆（Heard Museum）
- 圣卡洛斯酒店（Hotel San Carlos）
- 神秘城堡（Mystery Castle）
- 凤凰城艺术博物馆（Phoenix Art Museum）
- 凤凰城历史博物馆（Phoenix Museum of History）
- 凤凰城动物园
- 大普韋布洛历史博物館暨文化園（Pueblo Grande Museum and Cultural Park）
- 聖瑪利亞大教堂
- 凤凰城交响乐团剧场（Symphony Hall for the Phoenix Symphony at the Phoenix Civic Plaza）
- 圖富瑞城堡（Tovrea Castle）
- 瑞格利府第（Wrigley Mansion）

## 体育与运动
凤凰城有许多专业体育俱乐部，包括全部美国四大主流运动联盟的俱乐部。其中最为知名的是1968年创建的NBA凤凰城太阳队。在1997年，鳳凰城水星是WNBA八个创始俱乐部之一，这两个队伍的主场都是足跡中心。凤凰城火焰在2007年3月开始参加国际篮球联盟的比赛。

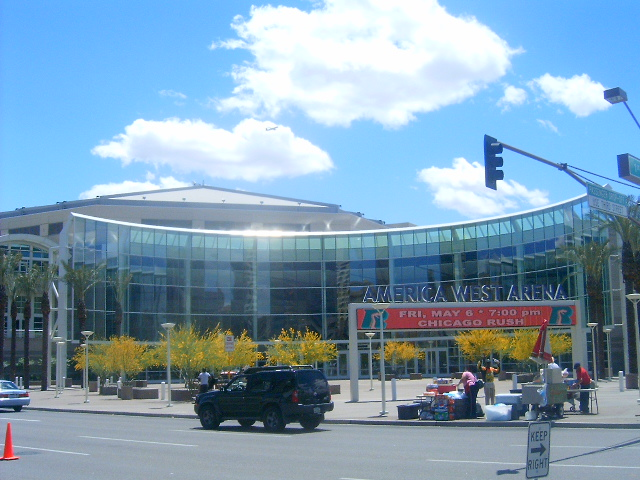
足跡中心（Footprint Center）

| 俱乐部         | 类型         | 联赛               | 主场                         | 冠軍次數        |
| -------------- | ------------ | ------------------ | ---------------------------- | --------------- |
| 亞利桑那紅雀   | 美式足球     | 国家美式足球联盟   | 州立農業體育館               |                 |
| 亚利桑那響尾蛇 | 棒球         | 美国職棒大联盟     | 大通體育場                   | 1次世界大賽冠軍 |
| 鳳凰城太陽     | 篮球         | NBA                | 足跡中心                     |                 |
| 亞利桑那土狼   | 冰上曲棍球   | 国家冰上曲棍球联盟 | 亞利桑那州立大學多用途競技場 |                 |
| 鳳凰城水星     | 篮球         | WNBA               | 足跡中心                     | 3次WNBA總冠軍   |
| 亞利桑那響尾蛇 | 室內美式足球 | 室內美式足球聯盟   | 足跡中心                     | 2次             |
| 凤凰城走鹃     | 曲棍球       | ECHL               | 足跡中心                     |                 |
| 亚利桑那刺     | 长曲棍球     | 国家长曲棍球联盟   | 希拉河競技場                 |                 |
| 凤凰城火焰     | 篮球         | 国际篮球联盟       | 亚利桑那老兵纪念体育馆       |                 |

### 美式足球
亞利桑那紅雀于1988年从密苏里州的圣路易斯迁至凤凰城，现在是国家美式足球联盟的国家美式足球联会的西区参赛队。事实上该队伍从未在凤凰城进行过比赛，在2006年之前，该队在坦佩附近的亚利桑那州立大学的阳光恶魔体育场进行比赛；此后在格蘭岱爾的州立農業體育館进行比赛。州立農業體育館在2008年擔當第四十二屆超級碗主場的角色。當時，該體育館名為「鳳凰城大學體育館」。州立農業體育館將會在2023年再次成為超級碗主場。
凤凰城还拥有一支围栏美式足球队伍，即围栏美式足球联盟的亞利桑那響尾蛇隊。他们主场是位于凤凰城市中心的足跡中心。

### 曲棍球
亞利桑那土狼在1996年迁至凤凰城，该队参加国家曲棍球联盟，主场曾經位於足跡中心和希拉河競技場。該隊從2022年季度起將會在亞利桑那州立大學新興建的多用途競技場競賽，為期至小維持至2024年季度。
凤凰城还有一支参加小联盟的曲棍球队：凤凰城走鹃，主场位于足跡中心。凤凰城是少数几个在同一项目中同时拥有小联盟和大联盟队伍的城市之一。
原2006年国家曲棍球联盟全明星赛要在鳳凰城举办，但是由于2006年冬奥会该项比赛被迫取消。凤凰城将举办2009年国家曲棍球联盟全明星赛。

### 棒球
参加美國職業棒球大聯盟的亚利桑那响尾蛇在1998年作为扩充队参加比赛，主场位于大通體育場。在2001年，该队在世界锦标中以4比3击败了纽约扬基队，从而不仅成为了凤凰城第一个获得全国冠军的城市，也成为最年轻的获得全国全军的扩充队。
此外，由于气候宜人，九个美国職棒大联盟的队伍在凤凰城都会区或土桑附近进行春训。这些队伍有时被统称为“仙人掌联盟”。

### 賽車
凤凰城国际赛道也是国家赛车联合会的两个主要赛道之一。船跑、卡车跑和公路赛也会在火鸟国际赛道进行。春季汽车赛在矮木赛车场进行。凤凰城曾於1989年至1991年舉辦一級方程式賽車的美國大獎賽賽事。

### 其他運動
在2005年之前，凤凰城也是碗赛的主场，此后其迁往左近的坦佩。类似的比赛还有多个高尔夫比赛，如LPGA's Safeway International和The Tradition比赛。
凤凰城Ahwatukee美式小联盟作为美西地区的代表参加了2006小联盟世锦赛。凤凰城也是三个有资格举办每年一度的PF Chang's Rock 'n' Roll亚利桑那马拉松的城市之一。

## 公园与景观
- 驼背山（英语：Camelback Mountain）
- 城堡與雲霄飛車（英语：Castles N' Coasters）遊樂園
- 沙漠植物园（英语：Desert Botanical Garden）
- 恩侃托公園（英语：Encanto Park）
- 帕帕戈公園（英语：Papago Park）
- 凤凰山保护区（英语：Phoenix Mountains Preserve）
- 南山公园（英语：South Mountain Park）：最大的市立公园，占地16,500英亩。
- 陽光斜坡（英语：Sunnyslope Mountain）

## 媒体

### 歷史
鳳凰城的第一份報紙叫做《鹽河谷先驅者》，它在1880年改名為《鳳凰城先驅者》。

### 印刷媒體
鳳凰城現時有兩份主要的日報：《亞利桑那共和報》（在整個都會區發行）和《東區論壇報》（主要在東部地區發行）。此外，鳳凰城還有周圍城鎮的免費日報和周報發行，如《鳳凰城新時代》和亞利桑那州立大學的《州內新聞》與《校園時報》等。近40年來，付費的周報《單身漢的擊打》也包括了從本地政治要聞到脫衣舞廣告和護衛服務等多方面的信息。

### 電子媒體
鳳凰城都會區是全美第十二大電視市場區，其1,855,930個家庭大約佔全國的1.622%。鳳凰城地區的主要電視台包括：
| 呼號 | 無綫頻道號 | 隸屬電視網               | 擁有者                                 | 旗下數碼頻道 |
| ---- | ---------- | ------------------------ | -------------------------------------- | ------------ |
| KTVK | 3          | 獨立營運                 | 格雷電視                               |              |
| KPHO | 5          | 哥倫比亞廣播公司 （CBS） | 格雷電視                               |              |
| KAET | 8          | 公共電視網 （PBS）       | 亞利桑那州立大學                       |              |
| KSAZ | 10         | 福克斯廣播公司 （Fox）   | 福斯公司                               |              |
| KPNX | 12         | 全國廣播公司 （NBC）     | Tegna公司                              |              |
| KNXV | 15         | 美國廣播公司 （ABC）     | E.W. Scripps公司                       |              |
| KAZT | 27         | 獨立營運                 | 倫敦媒體集團 (Londen Media Group)      |              |
| KTVW | 33         | 環球電視網               | 環球電視通訊                           |              |
| KTAZ | 39         | 世界電視網               | NBC環球                                |              |
| KUTP | 45         | MyNetworkTV              | 福斯公司                               |              |
| KDPH | 48         | 晨星電視台               | 晨星電視台                             |              |
| KPPX | 51         | 艾恩电视台 (Ion)         | 因約廣播控股 (Inyo Broadcast Holdings) |              |
| KASW | 61         | CW電視台                 | E.W. Scripps公司                       |              |

鳳凰城地區的廣播服務內容包括音樂和訪談等節目。
許多院線電影電影都是在鳳凰城拍攝的，包括《等待夢醒時分》、《南方之歌》、《魔鬼捕頭》、《驚魂記》、《撫養亞利桑那》、《征服情海》、《魔鬼軍團》、《爾虞我詐》、《阿比和阿弟的冒險》、《U Turn》、《八腳怪》、《偷窺課程》、《Blue Collar Comedy Tour》、《Just One of the Guys》、《摩天悍將》、《計程車女王》和《熱力師奶》。

## 政府

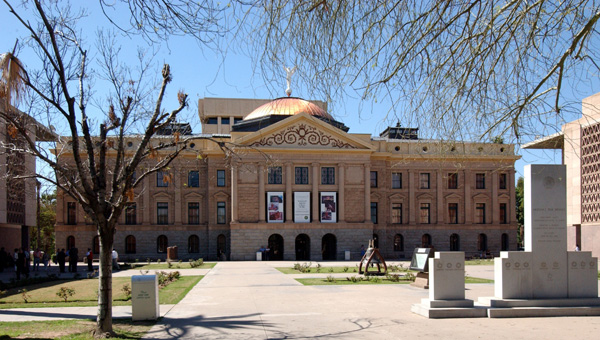
亚利桑那州议会大厦
先前是议会办公地点，现在是博物馆。兩會現在的議事場地為於博物館兩則

作为亚利桑那州的首府，凤凰城设有亚利桑那州议会。在1913年，政府采取了委任制的政体。凤凰城的市议会由一位市长和八位议员组成。市长选举采取选举人票的方法，任期为4年。凤凰城市议会议会任期亦为4年，由其所代表的地区的选民选出。现任市长为凱特·加萊戈。加萊戈在2019年開始出任市長一職。
市长和议员在投票决定法案或政策时权利相同。
凤凰城目前采用议会-经理制的政府，由一个强力的管理者领导全部城市部门并执行市议会的决议。

## 教育

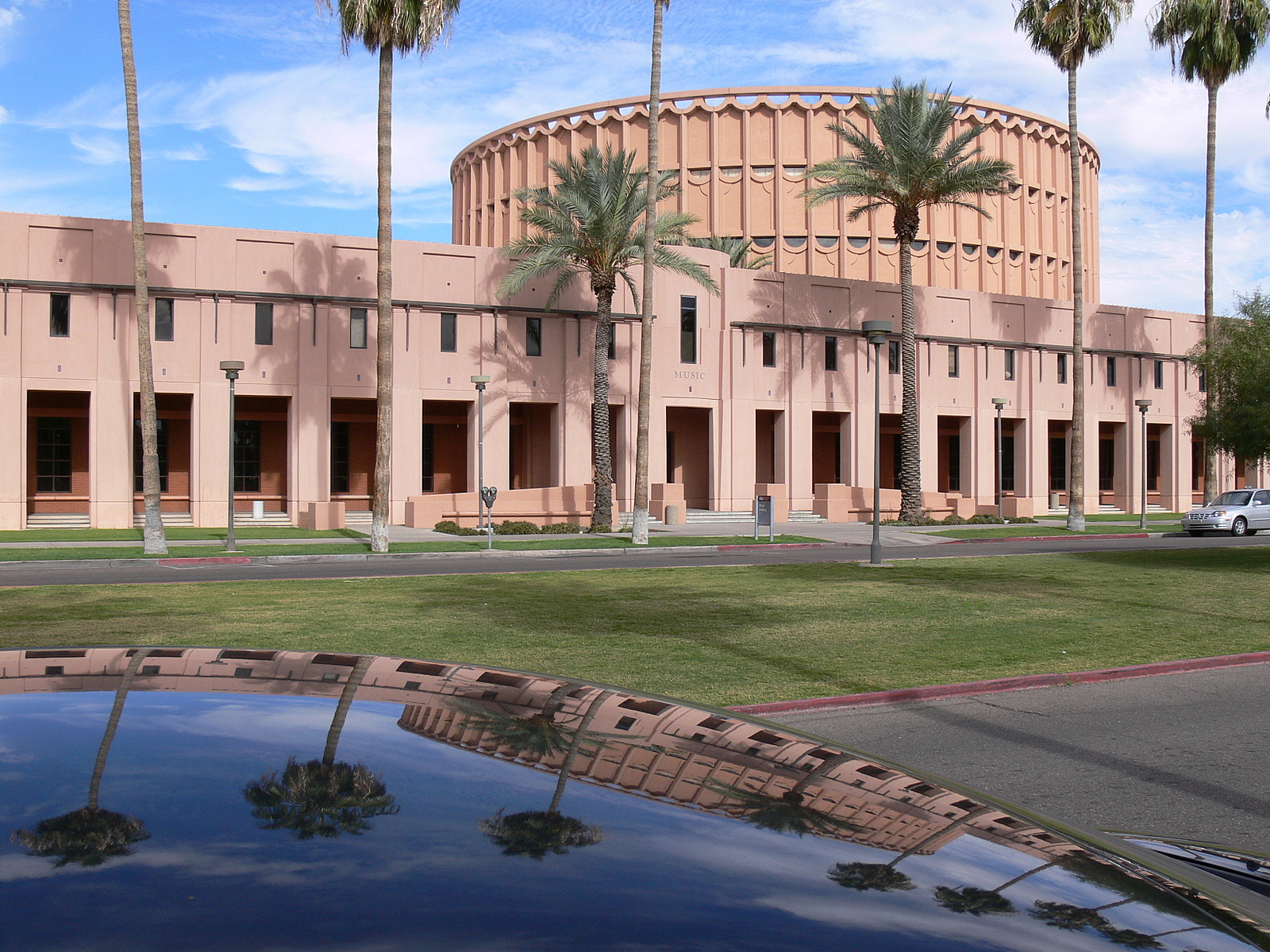
位于凤凰城都会区的亚利桑那州立大学

凤凰城的公立教育体系由超过30个学区组成。凤凰城联合高中学区负责凤凰城大部分公立高中的运作。此外也有部分特殊学校，如北方芭蕾舞专科学校（North Pointe Preparatory School）。
凤凰城的主要高等教育机构为亞利桑那州立大學，其主校区位于坦佩，在凤凰城、格蘭岱爾和梅薩设有分校。亚利桑那州立大学是全美最大的公立大学之一，2004年共有注册学生57,543人。
雷鸟全球管理学院是一家专营国际贸易与全球管理MBA教育的商学院。其國際管理方向排名全美第一。另外新兴的西部州长大学也在凤凰城设立了商务办公室。该校是一間非营利性質的私立大学，由十九位美国州长联合创办，并由美国西北部大学教育鉴定专员团获得正式的区域认证。该校目前有35,000以上就读生，只接纳在美国领域及一部分加拿大本土內的学子，全部课程都在网上举行。
凤凰城大学也是以凤凰城为总部的一所大学。该校是全美最大的营利性私立学校，有超过130,000名学生，校区遍及美国（包括波多黎各）、加拿大、墨西哥和荷兰。但是，有些公共或者私營機構對該大學頒發的文憑不予承認。
大峡谷大学一所中型私立宗教大学，有学生数3500左右，以凤凰城为主.提供从本科到研究生商业，教育，医疗，文艺和科技等科目。
高等技术大学也位于凤凰城，该校是一所小规模的专业学校。高等技术大学没有校园，校方从租赁公司租借房屋供学生居住。克莱因学院凤凰城分校也是一所私立的营利性大学，主要培养技术与设计人才，其学生住宿方式与高等技术大学类似。该校位于坦佩，并在凤凰城有分校区。
凤凰城另有十所社区大学和两个技能培训中心，提供成人教育和职业教育。

## 交通

### 航空

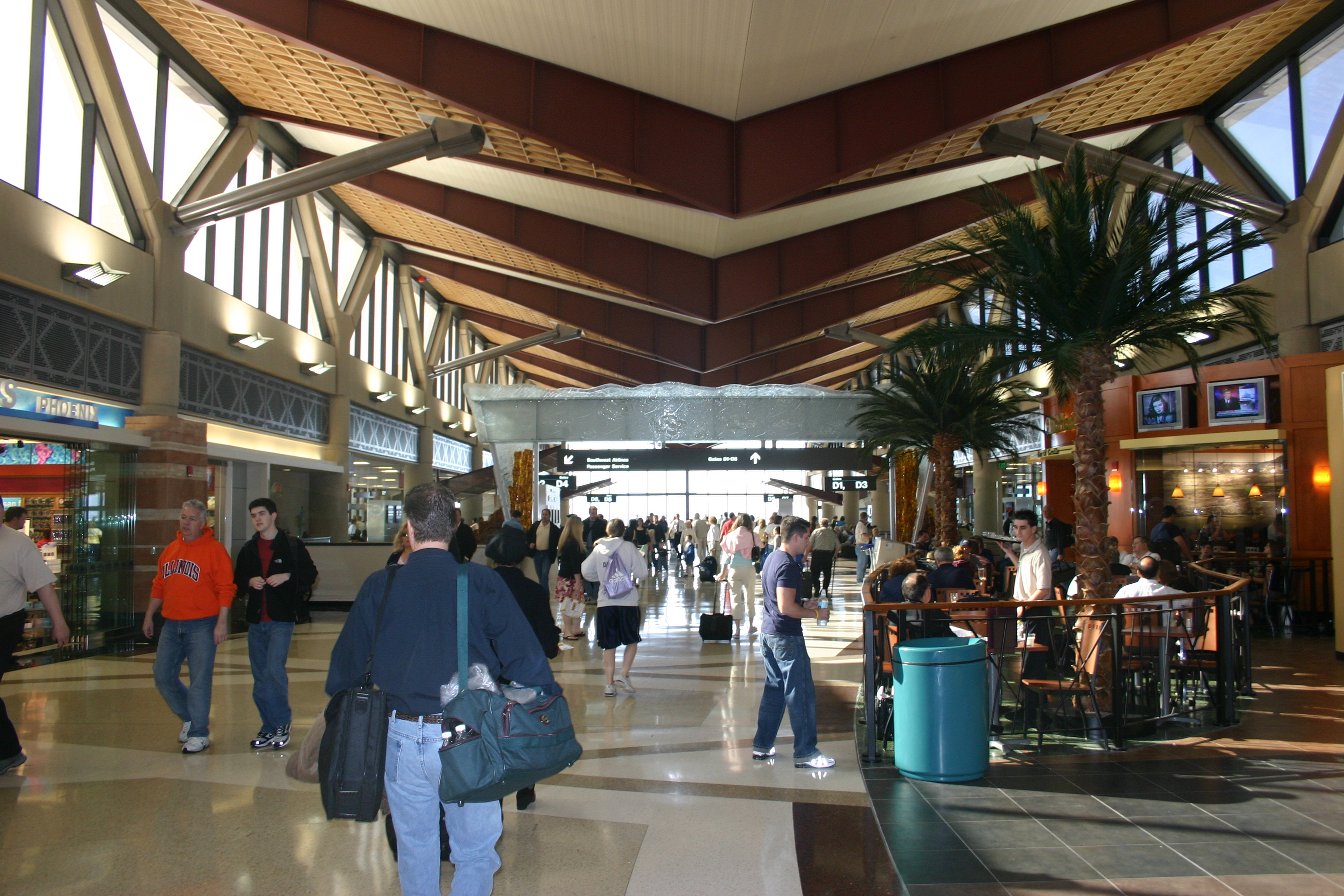
凤凰城天港国际机场第四航站楼内部

鳳凰城的主要机场为凤凰城天港国际机场，该机场位于凤凰城都会区的中心，毗邻多条高速公路的交汇点。在全美机场繁忙程度的排名中，天港机场位列第七；在世界机场进出港旅客排名中位列十四。2005年，天港机场接待了大约4千1百万旅客。天港机场有超过100条直飞其他城市的航线。英国航空、加拿大航空和墨西哥航空和其他国际航空公司提供飞往伦敦、加拿大和墨西哥等目的地的国际航班。
威廉姆斯关口机场位于凤凰城都会区的梅薩，该机场也提供商业航空服务。它的前身是1993年关闭的威廉姆斯空军基地。目前人们正试图将该机场完全改造为商业机场，从而分流天港机场的压力。目前该机场有Allegiant航空公司以空中巴士A320執飛定期航班，亦偶尔起降往来临近城市的波音737包机。
其他主要为私人飞机和小型飞机服务的机场有凤凰城鹿谷机场，该机场位于凤凰城西北的鹿谷地区。此外凤凰城周边也有其他类似的小型机场。

### 公共交通
凤凰城都会区的公共交通服务主要由河谷公交提供，主要包括公共汽车和接送服务。河谷公交耗資14億美元興建的轻轨项目METRO輕鐵已於2008年12月27日通車。在此之前，凤凰城從2004年至2008年間曾經是全美最大而没有轨道交通系统的城市。凤凰城和周边城镇也有在现有铁路基础上建设区域铁路系统的计划。

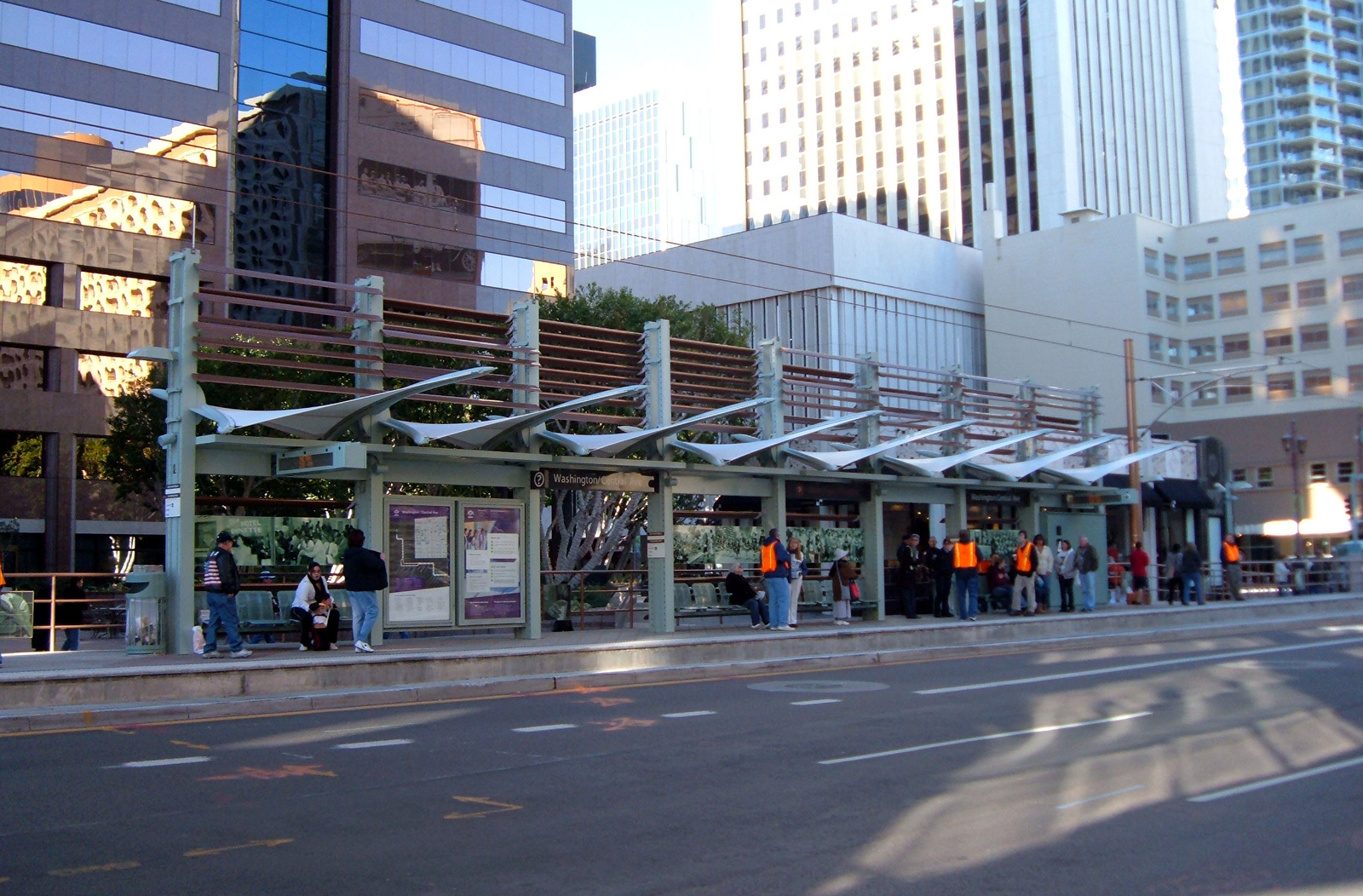
市区的轻铁站月台

美国国家铁路公司不再提供前往凤凰城聯盟车站（1996年关闭）的客运服务，凤凰城也因此成为全美最大的没有城际间铁路客运服务的城市。日出有限公司日落特快和德州之鷹號列車每次三次提供到馬里科帕的铁路服务，该站位于凤凰城市中心以南30英里。美国国家铁路公司的公共汽车提供从天港机场到旗杆市的转运服务，从而旅客可以往来洛杉矶和芝加哥。此外，灰狗也在凤凰城提供城际间公共汽车服务，车站位于临近机场的第24街。

### 主要街道
凤凰城的主要街道呈网格状排列，大部分街道都是南北向和东西向的。公路零点位于中央大道（Central Avenue）和华盛顿大街（Washington Street）的交汇处。许多以数字-大道模式命名的街道位于中央大道西侧，以数字-大街模式命名的街道位于中央大街东侧。主要干线间的间距大约为1英里。一般一个1英里的街区被分为800个号牌，但可能根据实际情况略有变更。山谷公交公司的公共汽车系统也以类似的方式命名，从中央大道出发的公共汽车为0号线，从斯科茨代爾出发的为72号线。

### 高速公路
10号州际公路从洛杉矶出发，穿过凤凰城中心后向东南去往土桑。17号州际公路（黑峡谷高速公路）从凤凰城中心开始，向北到达旗杆市。美国国道60（迷信高速公路）亦从城市的心脏穿过，折向西北穿过格蘭岱爾、皮奧里亞和瑟普賴斯。该路从市中心向东穿过坦佩、梅薩，吉爾伯特和阿帕奇章克申。101環線公路也是凤凰城内的主要高速公路之一，该路西起10号州际公路，从北部环绕城市半周后在东南部与202環線公路相交。
凤凰城的高速公路系统发展十分迅速。1985年，选民投票通过增加5厘钱销售税来建设新的城市高速公路：州内51号公路，州内101号環線公路，州内143号公路，州内153号公路，州内202号環線公路，州内303号環線公路和10号州际公路的最后部分。其中大部分都在2005年左右完工，但202号環線公路跨越南山一部分的段落到2020年才完工。
因为凤凰城的高速公路主要依靠本地增加的销售税来支持，新建的高速公路主要以州内公路命名，而不以州际公路命名。凤凰城是全美最大的没有三位数字命名的州际公路的城市。

### 其他方式
自行车也是凤凰城一种流行的交通方式，都会区政府联合会设有一个专门的顾问委员会，以期提高自行车在城市道路上的舒适度。

## 友好城市
凤凰城目前有十座友好城市，友好城市由凤凰城友好城市委员会决定：
| - ，省，加拿大 - 卡塔尼亚，意大利 - 成都市，四川省，中华人民共和国 - 恩尼斯，爱尔兰 - 格勒诺布尔，罗纳-阿尔卑斯，法国 | - 厄爾莫斯尤，索诺拉州，墨西哥 - 姬路市，兵库县，日本 - 布拉格，捷克 - 拉马特甘，以色列 - 臺北市，中華民國 |